# Exoprosopa aurivestrix
Exoprosopa aurivestrix är en tvåvingeart som beskrevs av Francois 1962. Exoprosopa aurivestrix ingår i släktet Exoprosopa och familjen svävflugor. Inga underarter finns listade i Catalogue of Life.